# Phylica chionophila
Phylica chionophila är en brakvedsväxtart som beskrevs av Rudolf Schlechter. Phylica chionophila ingår i släktet Phylica och familjen brakvedsväxter. Inga underarter finns listade i Catalogue of Life.